# Heath Hayes and Wimblebury
Heath Hayes and Wimblebury är en civil parish i Storbritannien.   Den ligger i grevskapet Staffordshire och riksdelen England, i den södra delen av landet, 180 km nordväst om huvudstaden London. Arean är 3,9 kvadratkilometer.
Terrängen i Heath Hayes and Wimblebury är platt.